# 2189 Zaragoza
A 2189 Zaragoza (ideiglenes jelöléssel 1975 QK) a Naprendszer kisbolygóövében található aszteroida. Félix Aguilar Obszervatórium fedezte fel 1975. augusztus 30-án.